# Sweet Lovin'
Singles de Sigala
Easy Love
(2015) Say You Do
(2016)
Singles par Bryn Christopher
City Lights
(2015) Me, Myself & I
(2018)
Sweet Lovin'  est le deuxième single du DJ britannique Sigala, avec la participation vocale de Bryn Christopher, sorti le 4 décembre 2015. La chanson connaît à son tour le succès au Royaume-Uni et en Irlande.

## Clip vidéo
Le clip vidéo est publié le 13 novembre 2015. Il met en scène Candice Heiden (de LA Roller Girls Entertainment) faire du roller dans la rue et dégager une fumée rouge poussant d'autres personnes à danser dans la rue. Le clip est le plus visionné de la chaîne de Sigala, ayant dépassé les 200 millions de vues.

## Liste des pistes
| 1. | Sweet Lovin' (Radio Edit) | 3:22 |

| 1. | Sweet Lovin' (Re-Edit)                | 4:13 |
| 2. | Sweet Lovin' (Brookes Brothers Remix) | 3:46 |
| 3. | Sweet Lovin' (Crookers Remix)         | 5:43 |
| 4. | Sweet Lovin' (Steve Smart Remix)      | 4:21 |
| 5. | Sweet Lovin' (Extended Mix)           | 4:57 |

## Classements hebdomadaires
| Classements (2015-16)                   | Meilleure position |
| --------------------------------------- | ------------------ |
| Allemagne (Media Control AG)            | 15                 |
| Australie (ARIA)                        | 11                 |
| Autriche (Ö3 Austria Top 40)            | 7                  |
| Belgique (Flandre Ultratop 50 Singles)  | 10                 |
| Belgique (Wallonie Ultratip 50)         | 8                  |
| Écosse (OCC)                            | 1                  |
| États-Unis (Hot Dance/Electronic Songs) | 37                 |
| France (SNEP)                           | 115                |
| Irlande (IRMA)                          | 6                  |
| Pays-Bas (Nederlandse Top 40)           | 23                 |
| Pays-Bas (Single Top 100)               | 44                 |
| Royaume-Uni (UK Singles Chart)          | 3                  |
| Suède (Sverigetopplistan)               | 29                 |
| Suisse (Schweizer Hitparade)            | 31                 |